# Entesa pel Progrés Municipal
Entesa pel Progrés Municipal (Acuerdo por el Progreso Municipal) es una plataforma política de Cataluña que aglutina grupos y candidaturas municipalistas independientes de la llamada "izquierda verde nacional". Se organizó como partido político con identidad jurídica propia, en 1999. El mismo año se presenta por primera vez en las elecciones municipales .
Actualmente, forma parte de la coalición Iniciativa per Catalunya Verds-Esquerra Unida i Alternativa-Entesa pel Progrés Municipal, y tiene representación municipal en 67 municipios, poseyendo 14 alcaldías, todas ellas con la marca propia de Entesa pel Progrés Municipal.